# デモノイド
デモノイド(Demonoid)は、スウェーデンのデスラッシュバンド。
当初は、完全なシークレットプロジェクトにする予定であった。そのため、1stアルバムでは、メンバーの写真はおろか、メンバーの名前や担当楽器、レコーディングスタジオすら記載されず、バンドが関わる部分のクレジットは全てDemonoidで統一されている。

## 略歴
2002年、スウェーデンのシンフォニック・メタルセリオンのメンバーが立ち上げたデスラッシュバンド。セリオンで使うには、アグレッシブすぎたり、速すぎたりする曲をプレイするシークレットプロジェクトとして生まれている。プロジェクトの立ち上げはセリオンのクリスティアン・ニエマン (Lead & Rhythm G)とヨハン・ニエマン (B)を中心に行われ、当時のセリオンと全く同じメンバー、クリスティアン・ニエマン (Lead & Rhythm G)、ヨハン・ニエマン (B)、クリストフェル・ユンソン (Vo)、リッカルド・イヴェンサンド (Ds)がメンバーとなった。Demonoidというバンド名は、クリストフェル・ユンソンが考えたもので、同名の映画から採られたものである。
クリストフェル・ユンソンが歌詞を書き、2002年末から翌2003年にかけてレコーディングが行われた。すぐに、CDをリリースすることは出来ず、この時の音源は翌2004年にニュークリア・ブラストから『Riders of the Apocalypse』と題されリリースされた。メンバーは、このCDのレコーディングの後、セリオンのアルバム『Lemuria』及び『Sirius B』のレコーディングに入っている。
その後、2006年にクリストフェル・ユンソンが、セリオンでの活動を理由に脱退。翌2007年に、ダーク・フューネラルの活動で知られる、エンペラー・マグス・カリグラ (Vo)が加入する。
2007年に、セカンドアルバムの曲作りが行われ、2008年にはドラム、ベース、リズムギターのレコーディングは終了していた。エンペラー・マグス・カリグラの作詞とボーカルパートの収録を待つことになったが、2年が経過してもそれは実現できず、2010年末から所属レーベルのニュークリア・ブラストと新たなボーカルを探し始める。人選は難航したが最終的に、Fearedで活動するマリオ・サントス・ラモス (Vo)が加入した。

## メンバー

### 現メンバー
- マリオ・サントス・ラモス (Mario Santos Ramos) - ボーカル (2012-)

フィアード、チェインソーでも活動。
- クリスティアン・ニエマン (Kristian Niemann) - リード & リズム ギター (2002-)

セリオンでも活動していた。
- ヨハン・ニエマン (Johan Niemann) - ベース (2002-)

セリオン、イーヴル・マスカレード、エヴァグレイでも活動。
- リッカルド・イヴェンサンド (Richard Evensand) - ドラム (2002-)

エボニー・ティアーズ、セリオン、ソイルワーク、ドッグ・フェイスド・ゴッズでも活動。

### 元メンバー
- クリストフェル・ユンソン (Christofer Johnsson) - ボーカル (2002-2006)

セリオンで活動。
- エンペラー・マグス・カリグラ (Emperor Magus Caligula) - ボーカル (2007-2010)

ヒポクリシー、ダーク・フューネラル、ウィッチリーで活動。

## ディスコグラフィー
- 2004年 ライダース・オブ・ジ・アポカリプス (Riders of the Apocalypse)